# 比徹納
比徹納（Bichena）是埃塞俄比亞中西部阿姆哈拉州西戈賈姆地區的小鎮，座標10°27′N 38°12′E / 10.450°N 38.200°E，海拔2,541米。根據埃塞俄比亞中央統計局2005年人口普查的資料，比徹納人口約21,824，其中男性10,824人，女性10,833人。